# Koreanische Kampfkünste
Koreanische Kampfkünste ist der Oberbegriff für alle Kampfkünste, die aus Korea kommen. Kampfkünste, die von Koreanern außerhalb Koreas entwickelt wurden, zählen normalerweise nicht dazu. Ein Beispiel für eine solche Kampfkunst ist das Kyokushin-Karate, das vom Koreaner Choi Yeong-ui in Japan entwickelt wurde.
Ein verbreiteter Anglizismus dafür ist Korean Martial Arts, kurz KMA.
Im Deutschen wird gelegentlich zwischen Kampfkunst und Kampfsport unterschieden, der Begriff KMA wird jedoch für beides verwendet.
Nach H. Rubbeling werden die KMA in zwei Hauptgruppen unterteilt: Traditionelle und neokoreanische.
Dabei sind traditionellen KMA jene Kampfkünste, die sich über mehrere Jahrhunderte in Korea entwickelt haben. Es gibt lediglich drei traditionelle KMA, die bis heute ununterbrochen überliefert wurden: Taekgyeon, Ssireum und Guk Gung.
Unter den neokoreanischen KMA werden die Kampfkünste zusammengefasst, die im 20. bzw. 21. Jahrhundert entwickelt wurden und häufig aus nicht-koreanischen Kampfkünsten entstanden. Die größte Untergruppe dieser KMA sind nach Rubbeling die japano-koreanischen KMA, zu denen unter anderem die bekanntesten koreanischen Stile Taekwondo, Tang Soo Do und Hapkido gehören.
Ein Beispiel für eine ausgestorbene traditionelle KMA, die jedoch rekonstruiert wurde, ist das Gwon Beop (oft auch Kwon Bop geschrieben), welches im Muye Dobo Tongji aus dem 18. Jahrhundert beschrieben wird.
In Korea werden für „Kampfkunst“ die Begriffe Mu-ye, Mu-sul  und Mu-do benutzt, wobei Mu jeweils „Kampf“ bedeutet. Für Kampfkünste, die nicht auf -do enden, werden in der Regel die Begriffe Mu-ye oder Mu-sul verwendet, wobei diese annähernd gleichbedeutend sind.
Mu-ye ist koreanisch für „Kampf-Kunst“, wobei Ye Kunst im Sinne von „Talent“ oder „Geschicklichkeit“ bedeutet. Dieser Begriff wird auch im bekanntesten historischen Kampfkunst-Dokument Koreas, dem Muye Dobo Tongji verwendet. In der koreanischen Wikipedia ist Muye der Oberbegriff für Kampfkunst (Mu-sul und Mu-do werden dort erklärt).
Mu-sul wird ebenfalls mit „Kampf-Kunst“ übersetzt, wobei Sul eher Kunst im Sinne von „Fertigkeit“ oder „Methode“ bedeutet. Sul wird häufig auch mit „Technik“ übersetzt. So bedeutet Bal Gi Sul zum Beispiel „Fußtechnik“. Die japanische Lesart der Hanja für Mu-sul ist Bujutsu, die chinesische ist Wushu.
Die beiden Begriffe Ye und Sul überschneiden sich in ihrer Bedeutung, ähnlich wie auch Kunst im Deutschen die Bedeutung „schöne Kunst“ (zum Beispiel in „Dichtkunst“) oder „Kunstfertigkeit“ (zum Beispiel in „Kriegskunst“) haben kann.
Mu-do (koreanisch für Kampf-Weg) ist der Sammelbegriff für jene koreanischen Kampfkünste, welche außer der Kampftechnik auch eine Philosophie im Sinne des Begriffes Do, zu Deutsch etwa „geistiger Weg“, enthalten. Hierzu gehören unter anderem alle Kampfkünste, in denen das Wort „Do“ vorkommt. Beispielhaft seien Taekwondo, Hapkido und Kumdo genannt. Die japanische Übersetzung von Mudo lautet Budo. Keine genuin koreanische Kampfkunst gehört zu den Mu-do, jedoch ist Do heute ein Namensbestandteil von sehr vielen KMA.